# 희망창작동요제
희망창작동요제는 2012년에 시작되어 지금까지도 개최하고 있는 대한민국의 동요제이다.
사단법인 한국동요문화협회가 주최하고, 문화체육관광부가 후원하는 창작동요제는, 희망과 사랑이 담긴 노래로 어린이들에게 최고의 선물을 안겨주고 있다.

최근 MBC 창작동요제와 EBS 고운노래발표회가 폐지된 이후, 어린아이들의 대중가요에 밀려 멀어지고 있으나, 사회에서 절실하게 필요한 노래로 시대의 요구를 받들어 뜻깊은 대회가 개최된 이후,

지금까지 3회 정도 개최되었으며, 동요에 명맥을 이어받을 수 있는 기회의 장이 마련되고 있다.

## 역대 대상 수상곡
| 회차  | 연도   | 곡명                    | 작사   | 작곡   | 노래                           |
| ----- | ------ | ----------------------- | ------ | ------ | ------------------------------ |
| 제1회 | 2012년 | 빗방울 친구들           | 배인숙 | 배인숙 | 소리마루 중창단(김진석 외 5명) |
| 제2회 | 2013년 | 두손의 꿈               | 신은상 | 신은상 | 차지윤, 이민서                 |
| 제3회 | 2014년 | 동그라미 한가족         | 한은선 | 류정식 | 해맑은 아이들(권나영 외 6명)   |
| 제4회 | 2015년 | 놀이터의 깍두기         | 박경진 | 박경진 | 이천 서희 중창단               |
| 제5회 | 2016년 | 우리 모두 자전거를 타요 | 윤이현 | 이소정 | 동그라미 중창단                |
| 제6회 | 2017년 | 더 더 엄마              | 채정미 | 염경아 | 조민영 외 8명                  |

## 개요
| 일시 : 2012년 11월 24일 (토) 오후 2시 장소 : 부산교육대학교 그랜드홀 사회 : 이상용(뽀빠이아저씨) 참가팀 : \| 참가번호 \| 곡명 \| 작사 \| 작곡 \| 가창자 \| 비고 \| \| -------- \| ----------------- \| ------ \| ------ \| --------------------------------------------------------------------------------------- \| ------ \| \| 1 \| 풍이 \| 한경아 \| 정성우 \| 하늘소리 중창단(정채빈, 김보현, 김가윤, 송지연, 안유빈, 김민지, 오유나, 최유현, 송성빈) \| 동상 \| \| 2 \| 가시고기 선생님 \| 정수은 \| 임수연 \| 안수연(경남 김해 봉명초등학교 5학년) \| 장려상 \| \| 3 \| 종이별에 소원담아 \| 엄다솜 \| 황옥경 \| 목영준(충북 청주 남평초등학교 5학년), 한지수(충북 청주 직지초등학교 5학년) \| 장려상 \| \| 4 \| 사랑해요 우리가족 \| 박주만 \| 박주만 \| 김서령(서울 신중초등학교 2학년) \| 동상 \| \| 5 \| 엄마 팔베개 \| 손민정 \| 손민정 \| 정수민(부산 당리초등학교 5학년) \| 장려상 \| \| 6 \| 빗방울 친구들 \| 배인숙 \| 배인숙 \| 소리마루 중창단(김진석, 김영은, 신재원, 김채은, 전예지) \| 대상 \| \| 7 \| 알콩달콩 요술콩 \| 이수영 \| 이은정 \| 김나영(서울 잠원초등학교 3학년) \| 금상 \| \| 8 \| 추억 사진 \| 정수은 \| 유경수 \| 한승헌(경남 창원 상남초등학교 5학년) \| 장려상 \| \| 9 \| 아직 작은 꽃 \| 이수영 \| 김희정 \| 윤지호(경기 용인 대일초등학교 4학년), 이나영(경기 분당 내정초등학교 3학년) \| 동상 \| \| 10 \| 초록 꿈 들판 \| 조혜진 \| 조혜진 \| 이정윤(부산 혜화초등학교 1학년) \| 은상 \| \| 11 \| 함께하는 세상 \| 성일용 \| 김세은 \| 음악 친구들(원나경, 황지현, 박준희, 윤신우, 이자민, 이다효, 이태경, 이태규, 임선우) \| 은상 \| \| 12 \| 연못 놀이터 \| 이복자 \| 박선영 \| 김성지(경남 창원 용마초등학교 2학년) \| 장려상 \| |                   |        |        |                                                                                         |        |
| 참가번호 | 곡명              | 작사   | 작곡   | 가창자                                                                                  | 비고   |
| 1 | 풍이              | 한경아 | 정성우 | 하늘소리 중창단(정채빈, 김보현, 김가윤, 송지연, 안유빈, 김민지, 오유나, 최유현, 송성빈) | 동상   |
| 2 | 가시고기 선생님   | 정수은 | 임수연 | 안수연(경남 김해 봉명초등학교 5학년)                                                    | 장려상 |
| 3 | 종이별에 소원담아 | 엄다솜 | 황옥경 | 목영준(충북 청주 남평초등학교 5학년), 한지수(충북 청주 직지초등학교 5학년)              | 장려상 |
| 4 | 사랑해요 우리가족 | 박주만 | 박주만 | 김서령(서울 신중초등학교 2학년)                                                         | 동상   |
| 5 | 엄마 팔베개       | 손민정 | 손민정 | 정수민(부산 당리초등학교 5학년)                                                         | 장려상 |
| 6 | 빗방울 친구들     | 배인숙 | 배인숙 | 소리마루 중창단(김진석, 김영은, 신재원, 김채은, 전예지)                                 | 대상   |
| 7 | 알콩달콩 요술콩   | 이수영 | 이은정 | 김나영(서울 잠원초등학교 3학년)                                                         | 금상   |
| 8 | 추억 사진         | 정수은 | 유경수 | 한승헌(경남 창원 상남초등학교 5학년)                                                    | 장려상 |
| 9 | 아직 작은 꽃      | 이수영 | 김희정 | 윤지호(경기 용인 대일초등학교 4학년), 이나영(경기 분당 내정초등학교 3학년)              | 동상   |
| 10 | 초록 꿈 들판      | 조혜진 | 조혜진 | 이정윤(부산 혜화초등학교 1학년)                                                         | 은상   |
| 11 | 함께하는 세상     | 성일용 | 김세은 | 음악 친구들(원나경, 황지현, 박준희, 윤신우, 이자민, 이다효, 이태경, 이태규, 임선우)     | 은상   |
| 12 | 연못 놀이터       | 이복자 | 박선영 | 김성지(경남 창원 용마초등학교 2학년)                                                    | 장려상 |

| 일시 : 2013년 12월 26일 (목) 오후 6시 장소 : 서울 영등포아트홀 사회 : 김현욱 참가팀 : \| 참가번호 \| 곡명 \| 작사 \| 작곡 \| 가창자 \| 비고 \| \| -------- \| -------------------- \| ------ \| ------ \| --------------------------------------------------------------------------------------- \| ------------ \| \| 1 \| 두근두근 전학온 날 \| 홍조은 \| 황옥경 \| 하늘소리 중창단(한승헌, 오창준, 정채빈, 김가윤, 김도연, 김성지, 최부경, 최서영, 이유진) \| 동상 \| \| 2 \| 행복한 토끼 \| 최은정 \| 염경아 \| 임윤아(부산 동성초등학교 2학년) \| 장려상 \| \| 3 \| 고슴도치 내친구 \| 박윤희 \| 전지은 \| 최예성(경기 성남 백현초등학교 2학년), 지영주(서울 덕수초등학교 3학년) \| 은상, 인기상 \| \| 4 \| 꽃씨 빗방울 \| 정수은 \| 박선영 \| 최유현(경남 창원 동산초등학교 2학년) \| 동상 \| \| 5 \| 풍덩첨벙 물나라 여행 \| 김용섭 \| 윤세미 \| 마로니에 중창단(서채연, 서유빈, 김동은, 김지연, 안지윤, 최은진, 이휘민, 이채은) \| 동상 \| \| 6 \| 울퉁불퉁 모과 \| 천선옥 \| 고수진 \| 박유진(경기 성남 중탑초등학교 3학년) \| 장려상 \| \| 7 \| 두손의 꿈 \| 신은상 \| 신은상 \| 차지윤(경기 용인 손곡초등학교 6학년), 이민서(서울 반포초등학교 6학년) \| 대상 \| \| 8 \| 하늘 슈퍼 \| 전수진 \| 김진숙 \| 조은빈(PIS Canada 3학년) \| 장려상 \| \| 9 \| 꿈꾸는 올챙이 \| 정수은 \| 류정식 \| 해맑은 아이들(조수연, 권나영, 박원영, 주서윤, 손아리, 이서은, 이상원) \| 금상 \| \| 10 \| 동물원의 봄 \| 이수영 \| 김푸른 \| 이윤서(경남 창원 반송초등학교 1학년) \| 장려상 \| \| 11 \| 식빵 굽는 고양이 \| 이명선 \| 이명선 \| 오은채(경기 안산 양지초등학교 4학년), 오윤지(경기 안산 양지초등학교 1학년) \| 장려상 \| \| 12 \| 색연필 친구들 \| 오영미 \| 손정아 \| 늘해랑 중창단(정희지, 고명성, 김서현, 황하은, 이민규, 박민지, 박소연, 정지영, 김우주) \| 은상 \| |                      |        |        |                                                                                         |              |
| 참가번호 | 곡명                 | 작사   | 작곡   | 가창자                                                                                  | 비고         |
| 1 | 두근두근 전학온 날   | 홍조은 | 황옥경 | 하늘소리 중창단(한승헌, 오창준, 정채빈, 김가윤, 김도연, 김성지, 최부경, 최서영, 이유진) | 동상         |
| 2 | 행복한 토끼          | 최은정 | 염경아 | 임윤아(부산 동성초등학교 2학년)                                                         | 장려상       |
| 3 | 고슴도치 내친구      | 박윤희 | 전지은 | 최예성(경기 성남 백현초등학교 2학년), 지영주(서울 덕수초등학교 3학년)                   | 은상, 인기상 |
| 4 | 꽃씨 빗방울          | 정수은 | 박선영 | 최유현(경남 창원 동산초등학교 2학년)                                                    | 동상         |
| 5 | 풍덩첨벙 물나라 여행 | 김용섭 | 윤세미 | 마로니에 중창단(서채연, 서유빈, 김동은, 김지연, 안지윤, 최은진, 이휘민, 이채은)         | 동상         |
| 6 | 울퉁불퉁 모과        | 천선옥 | 고수진 | 박유진(경기 성남 중탑초등학교 3학년)                                                    | 장려상       |
| 7 | 두손의 꿈            | 신은상 | 신은상 | 차지윤(경기 용인 손곡초등학교 6학년), 이민서(서울 반포초등학교 6학년)                   | 대상         |
| 8 | 하늘 슈퍼            | 전수진 | 김진숙 | 조은빈(PIS Canada 3학년)                                                                | 장려상       |
| 9 | 꿈꾸는 올챙이        | 정수은 | 류정식 | 해맑은 아이들(조수연, 권나영, 박원영, 주서윤, 손아리, 이서은, 이상원)                   | 금상         |
| 10 | 동물원의 봄          | 이수영 | 김푸른 | 이윤서(경남 창원 반송초등학교 1학년)                                                    | 장려상       |
| 11 | 식빵 굽는 고양이     | 이명선 | 이명선 | 오은채(경기 안산 양지초등학교 4학년), 오윤지(경기 안산 양지초등학교 1학년)              | 장려상       |
| 12 | 색연필 친구들        | 오영미 | 손정아 | 늘해랑 중창단(정희지, 고명성, 김서현, 황하은, 이민규, 박민지, 박소연, 정지영, 김우주)   | 은상         |

| 일시 : 2014년 12월 22일 (월) 오후 6시 장소 : 서울 목동 KT 챔버홀 사회 : 김현욱 참가팀 : \| 참가번호 \| 곡명 \| 작사 \| 작곡 \| 가창자 \| 비고 \| \| -------- \| --------------------------- \| ------ \| ------ \| ------------------------------------------------------------------------------------- \| -------------- \| \| 1 \| 하늘의 왈츠 \| 고수진 \| 고수진 \| 유현우(서울 등현초등학교 5학년) \| 장려상 \| \| 2 \| 미안해 고마워 우리는 친구야 \| 정우령 \| 정우령 \| 서연우(경기 용인 효자초등학교 3학년), 김지수(경기 용인 솔개초등학교 3학년) \| 장려상 \| \| 3 \| 옥수수 바람결에 \| 김찬양 \| 이은정 \| 이천 서희중창단(이윤재, 이은지, 전명훈, 우현수, 박지원, 이시원, 김지혜, 김선엽) \| 은상 \| \| 4 \| 우리 아가 \| 이자경 \| 이수하 \| 박원영(서울 잠원초등학교 4학년) \| 장려상, 인기상 \| \| 5 \| 달아요 \| 유영미 \| 이기경 \| 손혜리(서울 경동초등학교 1학년) \| 동상 \| \| 6 \| 요요요 버들강아지 \| 박수진 \| 이우영 \| 태양의 아이들(임다현, 조은수, 김담은, 정승연, 정유나, 황민서, 김남주, 이유선, 이유진) \| 은상 \| \| 7 \| 희망 돼지 \| 김원겸 \| 김균태 \| 정혜신(서울 잠원초등학교 2학년) \| 장려상 \| \| 8 \| 태양의 말 달빛의 말 \| 정수은 \| 김진성 \| 정소윤(서울 잠신초등학교 5학년) \| 장려상 \| \| 9 \| 하늘 자전거 \| 문정은 \| 문은정 \| 소리마루 중창단(김채은, 오은서, 최정헌, 조혜민, 박윤아, 채승연, 주현지) \| 동상 \| \| 10 \| 헌이줄게 새이다오 \| 박주만 \| 박주만 \| 임하정(경기 안양 민백초등학교 3학년) \| 금상 \| \| 11 \| 풀잎의 일기장 \| 한상순 \| 최창엽 \| 유정민(서울 개일초등학교 6학년) \| 동상 \| \| 12 \| 동그라미 한가족 \| 한은선 \| 류정식 \| 해맑은 아이들(권나영, 주서윤, 임시현, 송지은, 최주은, 박지혜, 임나현) \| 대상 \| |                             |        |        |                                                                                       |                |
| 참가번호 | 곡명                        | 작사   | 작곡   | 가창자                                                                                | 비고           |
| 1 | 하늘의 왈츠                 | 고수진 | 고수진 | 유현우(서울 등현초등학교 5학년)                                                       | 장려상         |
| 2 | 미안해 고마워 우리는 친구야 | 정우령 | 정우령 | 서연우(경기 용인 효자초등학교 3학년), 김지수(경기 용인 솔개초등학교 3학년)            | 장려상         |
| 3 | 옥수수 바람결에             | 김찬양 | 이은정 | 이천 서희중창단(이윤재, 이은지, 전명훈, 우현수, 박지원, 이시원, 김지혜, 김선엽)       | 은상           |
| 4 | 우리 아가                   | 이자경 | 이수하 | 박원영(서울 잠원초등학교 4학년)                                                       | 장려상, 인기상 |
| 5 | 달아요                      | 유영미 | 이기경 | 손혜리(서울 경동초등학교 1학년)                                                       | 동상           |
| 6 | 요요요 버들강아지           | 박수진 | 이우영 | 태양의 아이들(임다현, 조은수, 김담은, 정승연, 정유나, 황민서, 김남주, 이유선, 이유진) | 은상           |
| 7 | 희망 돼지                   | 김원겸 | 김균태 | 정혜신(서울 잠원초등학교 2학년)                                                       | 장려상         |
| 8 | 태양의 말 달빛의 말         | 정수은 | 김진성 | 정소윤(서울 잠신초등학교 5학년)                                                       | 장려상         |
| 9 | 하늘 자전거                 | 문정은 | 문은정 | 소리마루 중창단(김채은, 오은서, 최정헌, 조혜민, 박윤아, 채승연, 주현지)               | 동상           |
| 10 | 헌이줄게 새이다오           | 박주만 | 박주만 | 임하정(경기 안양 민백초등학교 3학년)                                                  | 금상           |
| 11 | 풀잎의 일기장               | 한상순 | 최창엽 | 유정민(서울 개일초등학교 6학년)                                                       | 동상           |
| 12 | 동그라미 한가족             | 한은선 | 류정식 | 해맑은 아이들(권나영, 주서윤, 임시현, 송지은, 최주은, 박지혜, 임나현)                 | 대상           |

| 일시 : 2015년 11월 29일 (일) 오후 5시 장소 : 서울 영등포 아트홀 사회 : 김현욱 참가팀 : \| 참가번호 \| 곡명 \| 작사 \| 작곡 \| 가창자 \| 비고 \| \| -------- \| ----------------- \| ------ \| -------- \| ------------------------------------------------------------------------------------------- \| -------------- \| \| 1 \| 고무줄시계 \| 정수은 \| 백하슬기 \| 키즈 솔라레 (오주은, 김설아, 정지운, 정석희, 김예린, 이현정, 권소담, 김희진) \| 동상 \| \| 2 \| 꿈꾸는 매미 \| 김지원 \| 고수진 \| 이은우(서울 자곡초등학교 4학년) \| 동상 \| \| 3 \| 알콩달콩 우리친구 \| 한초롱 \| 윤학준 \| 증포 꿈누리 중창단 (정소선, 이영주, 신민경, 조유빈, 유희원, 정유현, 임은수, 이은지, 강서연) \| 금상 \| \| 4 \| 구름놀이터 \| 조영모 \| 손민정 \| 이재원(서울 성신초등학교 4학년) \| 장려상 \| \| 5 \| 더하기 친구 \| 한초롱 \| 손정아 \| 이정원(경기 성남 하탑초등학교 5학년) 장유나(경기 남양주 도농초등학교 5학년) \| 은상 \| \| 6 \| 비타민 친구 \| 김미은 \| 김미은 \| 김서영, 조제이, 박은경, 조유민, 김윤아, 김아인, 하정아, 서정빈, 김도경 \| 은상 \| \| 7 \| 바다물감 만들기 \| 김푸른 \| 김푸른 \| 김예빈(경남 창원 웅남초등학교 5학년) \| 장려상 \| \| 8 \| 둘레길 \| 윤보영 \| 문은정 \| 태양의 아이들 (정소윤, 이정우, 황민서, 유송희, 정승연, 이유나, 정예인, 장민준, 조경민) \| 동상 \| \| 9 \| 나무와 나 \| 정수은 \| 이은철 \| 이윤서(경남 창원 반송초등학교 3학년) \| 장려상 \| \| 10 \| 놀이터의 깍두기 \| 박경진 \| 박경진 \| 서희 중창단 (전명훈, 우현수, 이세상, 김단아, 이예원, 이소율, 조윤서, 신지영, 정서원(이천)) \| 대상 \| \| 11 \| 엄마 민들레 \| 최보람 \| 최아람 \| 이채원(경남 김해 관동초등학교 4학년) \| 장려상 \| \| 12 \| 또르르 구슬치기 \| 채정미 \| 염경아 \| 김지우, 김규빈, 한현주, 문예서, 김시윤, 박정원 \| 장려상, 인기상 \| |                   |        |          |                                                                                             |                |
| 참가번호 | 곡명              | 작사   | 작곡     | 가창자                                                                                      | 비고           |
| 1 | 고무줄시계        | 정수은 | 백하슬기 | 키즈 솔라레 (오주은, 김설아, 정지운, 정석희, 김예린, 이현정, 권소담, 김희진)                | 동상           |
| 2 | 꿈꾸는 매미       | 김지원 | 고수진   | 이은우(서울 자곡초등학교 4학년)                                                             | 동상           |
| 3 | 알콩달콩 우리친구 | 한초롱 | 윤학준   | 증포 꿈누리 중창단 (정소선, 이영주, 신민경, 조유빈, 유희원, 정유현, 임은수, 이은지, 강서연) | 금상           |
| 4 | 구름놀이터        | 조영모 | 손민정   | 이재원(서울 성신초등학교 4학년)                                                             | 장려상         |
| 5 | 더하기 친구       | 한초롱 | 손정아   | 이정원(경기 성남 하탑초등학교 5학년) 장유나(경기 남양주 도농초등학교 5학년)                 | 은상           |
| 6 | 비타민 친구       | 김미은 | 김미은   | 김서영, 조제이, 박은경, 조유민, 김윤아, 김아인, 하정아, 서정빈, 김도경                      | 은상           |
| 7 | 바다물감 만들기   | 김푸른 | 김푸른   | 김예빈(경남 창원 웅남초등학교 5학년)                                                        | 장려상         |
| 8 | 둘레길            | 윤보영 | 문은정   | 태양의 아이들 (정소윤, 이정우, 황민서, 유송희, 정승연, 이유나, 정예인, 장민준, 조경민)      | 동상           |
| 9 | 나무와 나         | 정수은 | 이은철   | 이윤서(경남 창원 반송초등학교 3학년)                                                        | 장려상         |
| 10 | 놀이터의 깍두기   | 박경진 | 박경진   | 서희 중창단 (전명훈, 우현수, 이세상, 김단아, 이예원, 이소율, 조윤서, 신지영, 정서원(이천))  | 대상           |
| 11 | 엄마 민들레       | 최보람 | 최아람   | 이채원(경남 김해 관동초등학교 4학년)                                                        | 장려상         |
| 12 | 또르르 구슬치기   | 채정미 | 염경아   | 김지우, 김규빈, 한현주, 문예서, 김시윤, 박정원                                              | 장려상, 인기상 |

## 같이 보기
한국동요문화협회

전국 병아리 창작동요제